# Manoscritto di Gottinga
Il Manoscritto di Gottinga è il più antico libro conosciuto interamente dedicato al gioco moderno degli scacchi. Il testo, costituito da 33 fogli, è scritto in latino ed è conservato presso l'Università di Gottinga.
Nel manoscritto, nel formato di in quarto, i fogli da 1 a 15a sono una trattazione di dodici aperture. Il foglio 16 è vuoto e i fogli da 17 a 31b sono una selezione di trenta problemi di scacchi ciascuno su una pagina con diagramma e soluzione.
L'autore e l'anno esatto di pubblicazione sono sconosciuti. Alcune somiglianze con Repeticion de Amores e Arte de Axedres con CL iuegos de partido di Luis Ramírez de Lucena (circa 1497) hanno indotto alcuni studiosi a formulare l'ipotesi che sia stato scritto dallo stesso Lucena o che sia stato una delle sue fonti. Sebbene il manoscritto sia ritenuto comunemente anteriore all'opera di Lucena, ciò non è stato mai dimostrato
Possibili date della pubblicazione del manoscritto variano dal 1500 al 1505 o il 1471.
Il manoscritto tratta esclusivamente del gioco moderno (usando le regole moderne del gioco del movimento del pedone, dell'alfiere e della donna, anche se l'arrocco non aveva ancora assunto la forma attuale) e non fa menzione delle regole precedenti. Le regole non sono spiegate quindi il manoscritto è stato scritto presumibilmente in un periodo in cui esse erano già entrate nell'uso comune oppure il destinatario dello stesso era un giocatore che aveva già una certa familiarità con esse. Tale destinatario non è mai nominato, ma doveva essere un nobile di alto rango
Alcuni particolari del manoscritto suggeriscono che l'autore fosse spagnolo o portoghese e che sia stato un certo punto copiato in Francia, sebbene ciò non sia certo

## Aperture
L'attenzione riservata alle aperture nel manoscritto riflette la grande importanza data allo studio della prima parte della partita anche a causa della modifica delle regole con cui si muovono i pezzi negli scacchi moderni. Le partite antiche avevano la caratteristica di presentare uno sviluppo molto lento e la vittoria era ottenuta quasi sempre catturando tutti i pezzi avversari e lasciando il re avversario "nudo". Nel gioco moderno lo sviluppo era diventato molto più rapido, a causa della nuova regola che consentiva al pedone di muoversi di due caselle alla sua prima mossa e alla aumentata mobilità di donna e alfieri. Lo scacco matto era divenuto un epilogo molto più comune alle partite e fu richiesto un approfondimento per poter gestire attacchi e difese nella fase iniziale della partita. Le opere scacchistiche successive avrebbero sempre più enfatizzato lo studio dell'apertura.
Le dodici aperture trattate dal manoscritto comprendono quattro attacchi nei quali il principe, a cui questo era dedicato, è indicato come il primo giocatore, e otto difese dove è il secondo. Esse includono un esempio ciascuna per 1.c4 e 1.f4, due esempi 1.d4 (Partita di donna), compreso il gambetto di donna, e otto esempi di 1.e4 (apertura di re). Ognuna delle partite di re illustrate è un'apertura di gioco aperto dato che il Nero risponde sempre con 1…e5. Abbiamo un esempio di partita di alfiere (2.Ac4) e sette esempi di 2.Cf3, mossa contro la quale l'autore sembra preferire 2…Cc6. Sebbene non siano date valutazioni sulle posizioni risultanti, alcuni degli esempi si spingono fino nel mediogioco, come ad esempio l'ottavo dove si arriva alla mossa 33.
Le aperture discusse nel manoscritto sono, in ordine di trattazione:
1. Difesa Damiano (1.e4 e5 2.Cf3 f6)
2. Difesa Philidor (1.e4 e5 2.Cf3 d6, con un esempio che favorisce il Bianco)
3. Partita di gioco piano (1.e4 e5 2.Cf3 Cf6 3.Ac4 Ac5)
4. Difesa russa (1.e4 e5 2.Cf3 Cf6)
5. Partita di alfiere (1.e4 e5 2.Ac4 c6)
6. Partita spagnola (1.e4 e5 2.Cf3 Cc6 3.Ab5 Ac5, la difesa classica)
7. Partita Ponziani (1.e4 e5 2.Cf3 Cc6 3.c3)
8. Difesa Philidor, con un esempio che favorisce il Nero
9. Gambetto di donna accettato (1.d4 d5 2.c4 dxc4)
10. Una forma del sistema di Londra (1.d4 d5 2.Af4 Af5)
11. Partita Bird (1.f4)
12. Partita inglese (1.c4)

## Problemi
Tutti i trenta problemi di scacchi si trovano anche nell'opera già citata di Lucena e tutti tranne uno (il numero 24) in Libro da imparare giocare a scachi et de li partiti di Pedro Damiano. In molti dei problemi sono date condizioni particolari, come ad esempio pezzi che non possono muovere o requisiti di matto dato da un pedone o da due scacchi consecutivi di pedone. Ecco alcuni esempi:
|   | a | b | c | d | e | f | g | h |   |
| 8 | d6 re del nero · h6 pedone del nero · b5 donna del bianco · f5 pedone del bianco · h5 cavallo del bianco · c4 pedone del bianco · b3 cavallo del bianco | d6 re del nero · h6 pedone del nero · b5 donna del bianco · f5 pedone del bianco · h5 cavallo del bianco · c4 pedone del bianco · b3 cavallo del bianco | d6 re del nero · h6 pedone del nero · b5 donna del bianco · f5 pedone del bianco · h5 cavallo del bianco · c4 pedone del bianco · b3 cavallo del bianco | d6 re del nero · h6 pedone del nero · b5 donna del bianco · f5 pedone del bianco · h5 cavallo del bianco · c4 pedone del bianco · b3 cavallo del bianco | d6 re del nero · h6 pedone del nero · b5 donna del bianco · f5 pedone del bianco · h5 cavallo del bianco · c4 pedone del bianco · b3 cavallo del bianco | d6 re del nero · h6 pedone del nero · b5 donna del bianco · f5 pedone del bianco · h5 cavallo del bianco · c4 pedone del bianco · b3 cavallo del bianco | d6 re del nero · h6 pedone del nero · b5 donna del bianco · f5 pedone del bianco · h5 cavallo del bianco · c4 pedone del bianco · b3 cavallo del bianco | d6 re del nero · h6 pedone del nero · b5 donna del bianco · f5 pedone del bianco · h5 cavallo del bianco · c4 pedone del bianco · b3 cavallo del bianco | 8 |
| 7 | d6 re del nero · h6 pedone del nero · b5 donna del bianco · f5 pedone del bianco · h5 cavallo del bianco · c4 pedone del bianco · b3 cavallo del bianco | d6 re del nero · h6 pedone del nero · b5 donna del bianco · f5 pedone del bianco · h5 cavallo del bianco · c4 pedone del bianco · b3 cavallo del bianco | d6 re del nero · h6 pedone del nero · b5 donna del bianco · f5 pedone del bianco · h5 cavallo del bianco · c4 pedone del bianco · b3 cavallo del bianco | d6 re del nero · h6 pedone del nero · b5 donna del bianco · f5 pedone del bianco · h5 cavallo del bianco · c4 pedone del bianco · b3 cavallo del bianco | d6 re del nero · h6 pedone del nero · b5 donna del bianco · f5 pedone del bianco · h5 cavallo del bianco · c4 pedone del bianco · b3 cavallo del bianco | d6 re del nero · h6 pedone del nero · b5 donna del bianco · f5 pedone del bianco · h5 cavallo del bianco · c4 pedone del bianco · b3 cavallo del bianco | d6 re del nero · h6 pedone del nero · b5 donna del bianco · f5 pedone del bianco · h5 cavallo del bianco · c4 pedone del bianco · b3 cavallo del bianco | d6 re del nero · h6 pedone del nero · b5 donna del bianco · f5 pedone del bianco · h5 cavallo del bianco · c4 pedone del bianco · b3 cavallo del bianco | 7 |
| 6 | d6 re del nero · h6 pedone del nero · b5 donna del bianco · f5 pedone del bianco · h5 cavallo del bianco · c4 pedone del bianco · b3 cavallo del bianco | d6 re del nero · h6 pedone del nero · b5 donna del bianco · f5 pedone del bianco · h5 cavallo del bianco · c4 pedone del bianco · b3 cavallo del bianco | d6 re del nero · h6 pedone del nero · b5 donna del bianco · f5 pedone del bianco · h5 cavallo del bianco · c4 pedone del bianco · b3 cavallo del bianco | d6 re del nero · h6 pedone del nero · b5 donna del bianco · f5 pedone del bianco · h5 cavallo del bianco · c4 pedone del bianco · b3 cavallo del bianco | d6 re del nero · h6 pedone del nero · b5 donna del bianco · f5 pedone del bianco · h5 cavallo del bianco · c4 pedone del bianco · b3 cavallo del bianco | d6 re del nero · h6 pedone del nero · b5 donna del bianco · f5 pedone del bianco · h5 cavallo del bianco · c4 pedone del bianco · b3 cavallo del bianco | d6 re del nero · h6 pedone del nero · b5 donna del bianco · f5 pedone del bianco · h5 cavallo del bianco · c4 pedone del bianco · b3 cavallo del bianco | d6 re del nero · h6 pedone del nero · b5 donna del bianco · f5 pedone del bianco · h5 cavallo del bianco · c4 pedone del bianco · b3 cavallo del bianco | 6 |
| 5 | d6 re del nero · h6 pedone del nero · b5 donna del bianco · f5 pedone del bianco · h5 cavallo del bianco · c4 pedone del bianco · b3 cavallo del bianco | d6 re del nero · h6 pedone del nero · b5 donna del bianco · f5 pedone del bianco · h5 cavallo del bianco · c4 pedone del bianco · b3 cavallo del bianco | d6 re del nero · h6 pedone del nero · b5 donna del bianco · f5 pedone del bianco · h5 cavallo del bianco · c4 pedone del bianco · b3 cavallo del bianco | d6 re del nero · h6 pedone del nero · b5 donna del bianco · f5 pedone del bianco · h5 cavallo del bianco · c4 pedone del bianco · b3 cavallo del bianco | d6 re del nero · h6 pedone del nero · b5 donna del bianco · f5 pedone del bianco · h5 cavallo del bianco · c4 pedone del bianco · b3 cavallo del bianco | d6 re del nero · h6 pedone del nero · b5 donna del bianco · f5 pedone del bianco · h5 cavallo del bianco · c4 pedone del bianco · b3 cavallo del bianco | d6 re del nero · h6 pedone del nero · b5 donna del bianco · f5 pedone del bianco · h5 cavallo del bianco · c4 pedone del bianco · b3 cavallo del bianco | d6 re del nero · h6 pedone del nero · b5 donna del bianco · f5 pedone del bianco · h5 cavallo del bianco · c4 pedone del bianco · b3 cavallo del bianco | 5 |
| 4 | d6 re del nero · h6 pedone del nero · b5 donna del bianco · f5 pedone del bianco · h5 cavallo del bianco · c4 pedone del bianco · b3 cavallo del bianco | d6 re del nero · h6 pedone del nero · b5 donna del bianco · f5 pedone del bianco · h5 cavallo del bianco · c4 pedone del bianco · b3 cavallo del bianco | d6 re del nero · h6 pedone del nero · b5 donna del bianco · f5 pedone del bianco · h5 cavallo del bianco · c4 pedone del bianco · b3 cavallo del bianco | d6 re del nero · h6 pedone del nero · b5 donna del bianco · f5 pedone del bianco · h5 cavallo del bianco · c4 pedone del bianco · b3 cavallo del bianco | d6 re del nero · h6 pedone del nero · b5 donna del bianco · f5 pedone del bianco · h5 cavallo del bianco · c4 pedone del bianco · b3 cavallo del bianco | d6 re del nero · h6 pedone del nero · b5 donna del bianco · f5 pedone del bianco · h5 cavallo del bianco · c4 pedone del bianco · b3 cavallo del bianco | d6 re del nero · h6 pedone del nero · b5 donna del bianco · f5 pedone del bianco · h5 cavallo del bianco · c4 pedone del bianco · b3 cavallo del bianco | d6 re del nero · h6 pedone del nero · b5 donna del bianco · f5 pedone del bianco · h5 cavallo del bianco · c4 pedone del bianco · b3 cavallo del bianco | 4 |
| 3 | d6 re del nero · h6 pedone del nero · b5 donna del bianco · f5 pedone del bianco · h5 cavallo del bianco · c4 pedone del bianco · b3 cavallo del bianco | d6 re del nero · h6 pedone del nero · b5 donna del bianco · f5 pedone del bianco · h5 cavallo del bianco · c4 pedone del bianco · b3 cavallo del bianco | d6 re del nero · h6 pedone del nero · b5 donna del bianco · f5 pedone del bianco · h5 cavallo del bianco · c4 pedone del bianco · b3 cavallo del bianco | d6 re del nero · h6 pedone del nero · b5 donna del bianco · f5 pedone del bianco · h5 cavallo del bianco · c4 pedone del bianco · b3 cavallo del bianco | d6 re del nero · h6 pedone del nero · b5 donna del bianco · f5 pedone del bianco · h5 cavallo del bianco · c4 pedone del bianco · b3 cavallo del bianco | d6 re del nero · h6 pedone del nero · b5 donna del bianco · f5 pedone del bianco · h5 cavallo del bianco · c4 pedone del bianco · b3 cavallo del bianco | d6 re del nero · h6 pedone del nero · b5 donna del bianco · f5 pedone del bianco · h5 cavallo del bianco · c4 pedone del bianco · b3 cavallo del bianco | d6 re del nero · h6 pedone del nero · b5 donna del bianco · f5 pedone del bianco · h5 cavallo del bianco · c4 pedone del bianco · b3 cavallo del bianco | 3 |
| 2 | d6 re del nero · h6 pedone del nero · b5 donna del bianco · f5 pedone del bianco · h5 cavallo del bianco · c4 pedone del bianco · b3 cavallo del bianco | d6 re del nero · h6 pedone del nero · b5 donna del bianco · f5 pedone del bianco · h5 cavallo del bianco · c4 pedone del bianco · b3 cavallo del bianco | d6 re del nero · h6 pedone del nero · b5 donna del bianco · f5 pedone del bianco · h5 cavallo del bianco · c4 pedone del bianco · b3 cavallo del bianco | d6 re del nero · h6 pedone del nero · b5 donna del bianco · f5 pedone del bianco · h5 cavallo del bianco · c4 pedone del bianco · b3 cavallo del bianco | d6 re del nero · h6 pedone del nero · b5 donna del bianco · f5 pedone del bianco · h5 cavallo del bianco · c4 pedone del bianco · b3 cavallo del bianco | d6 re del nero · h6 pedone del nero · b5 donna del bianco · f5 pedone del bianco · h5 cavallo del bianco · c4 pedone del bianco · b3 cavallo del bianco | d6 re del nero · h6 pedone del nero · b5 donna del bianco · f5 pedone del bianco · h5 cavallo del bianco · c4 pedone del bianco · b3 cavallo del bianco | d6 re del nero · h6 pedone del nero · b5 donna del bianco · f5 pedone del bianco · h5 cavallo del bianco · c4 pedone del bianco · b3 cavallo del bianco | 2 |
| 1 | d6 re del nero · h6 pedone del nero · b5 donna del bianco · f5 pedone del bianco · h5 cavallo del bianco · c4 pedone del bianco · b3 cavallo del bianco | d6 re del nero · h6 pedone del nero · b5 donna del bianco · f5 pedone del bianco · h5 cavallo del bianco · c4 pedone del bianco · b3 cavallo del bianco | d6 re del nero · h6 pedone del nero · b5 donna del bianco · f5 pedone del bianco · h5 cavallo del bianco · c4 pedone del bianco · b3 cavallo del bianco | d6 re del nero · h6 pedone del nero · b5 donna del bianco · f5 pedone del bianco · h5 cavallo del bianco · c4 pedone del bianco · b3 cavallo del bianco | d6 re del nero · h6 pedone del nero · b5 donna del bianco · f5 pedone del bianco · h5 cavallo del bianco · c4 pedone del bianco · b3 cavallo del bianco | d6 re del nero · h6 pedone del nero · b5 donna del bianco · f5 pedone del bianco · h5 cavallo del bianco · c4 pedone del bianco · b3 cavallo del bianco | d6 re del nero · h6 pedone del nero · b5 donna del bianco · f5 pedone del bianco · h5 cavallo del bianco · c4 pedone del bianco · b3 cavallo del bianco | d6 re del nero · h6 pedone del nero · b5 donna del bianco · f5 pedone del bianco · h5 cavallo del bianco · c4 pedone del bianco · b3 cavallo del bianco | 1 |
|   | a | b | c | d | e | f | g | h |   |

|   | a | b | c | d | e | f | g | h |   |
| 8 | h8 re del nero · a7 torre del bianco · d5 pedone del bianco · e5 re del bianco · g5 pedone del bianco · h3 pedone del nero · h2 cavallo del bianco | h8 re del nero · a7 torre del bianco · d5 pedone del bianco · e5 re del bianco · g5 pedone del bianco · h3 pedone del nero · h2 cavallo del bianco | h8 re del nero · a7 torre del bianco · d5 pedone del bianco · e5 re del bianco · g5 pedone del bianco · h3 pedone del nero · h2 cavallo del bianco | h8 re del nero · a7 torre del bianco · d5 pedone del bianco · e5 re del bianco · g5 pedone del bianco · h3 pedone del nero · h2 cavallo del bianco | h8 re del nero · a7 torre del bianco · d5 pedone del bianco · e5 re del bianco · g5 pedone del bianco · h3 pedone del nero · h2 cavallo del bianco | h8 re del nero · a7 torre del bianco · d5 pedone del bianco · e5 re del bianco · g5 pedone del bianco · h3 pedone del nero · h2 cavallo del bianco | h8 re del nero · a7 torre del bianco · d5 pedone del bianco · e5 re del bianco · g5 pedone del bianco · h3 pedone del nero · h2 cavallo del bianco | h8 re del nero · a7 torre del bianco · d5 pedone del bianco · e5 re del bianco · g5 pedone del bianco · h3 pedone del nero · h2 cavallo del bianco | 8 |
| 7 | h8 re del nero · a7 torre del bianco · d5 pedone del bianco · e5 re del bianco · g5 pedone del bianco · h3 pedone del nero · h2 cavallo del bianco | h8 re del nero · a7 torre del bianco · d5 pedone del bianco · e5 re del bianco · g5 pedone del bianco · h3 pedone del nero · h2 cavallo del bianco | h8 re del nero · a7 torre del bianco · d5 pedone del bianco · e5 re del bianco · g5 pedone del bianco · h3 pedone del nero · h2 cavallo del bianco | h8 re del nero · a7 torre del bianco · d5 pedone del bianco · e5 re del bianco · g5 pedone del bianco · h3 pedone del nero · h2 cavallo del bianco | h8 re del nero · a7 torre del bianco · d5 pedone del bianco · e5 re del bianco · g5 pedone del bianco · h3 pedone del nero · h2 cavallo del bianco | h8 re del nero · a7 torre del bianco · d5 pedone del bianco · e5 re del bianco · g5 pedone del bianco · h3 pedone del nero · h2 cavallo del bianco | h8 re del nero · a7 torre del bianco · d5 pedone del bianco · e5 re del bianco · g5 pedone del bianco · h3 pedone del nero · h2 cavallo del bianco | h8 re del nero · a7 torre del bianco · d5 pedone del bianco · e5 re del bianco · g5 pedone del bianco · h3 pedone del nero · h2 cavallo del bianco | 7 |
| 6 | h8 re del nero · a7 torre del bianco · d5 pedone del bianco · e5 re del bianco · g5 pedone del bianco · h3 pedone del nero · h2 cavallo del bianco | h8 re del nero · a7 torre del bianco · d5 pedone del bianco · e5 re del bianco · g5 pedone del bianco · h3 pedone del nero · h2 cavallo del bianco | h8 re del nero · a7 torre del bianco · d5 pedone del bianco · e5 re del bianco · g5 pedone del bianco · h3 pedone del nero · h2 cavallo del bianco | h8 re del nero · a7 torre del bianco · d5 pedone del bianco · e5 re del bianco · g5 pedone del bianco · h3 pedone del nero · h2 cavallo del bianco | h8 re del nero · a7 torre del bianco · d5 pedone del bianco · e5 re del bianco · g5 pedone del bianco · h3 pedone del nero · h2 cavallo del bianco | h8 re del nero · a7 torre del bianco · d5 pedone del bianco · e5 re del bianco · g5 pedone del bianco · h3 pedone del nero · h2 cavallo del bianco | h8 re del nero · a7 torre del bianco · d5 pedone del bianco · e5 re del bianco · g5 pedone del bianco · h3 pedone del nero · h2 cavallo del bianco | h8 re del nero · a7 torre del bianco · d5 pedone del bianco · e5 re del bianco · g5 pedone del bianco · h3 pedone del nero · h2 cavallo del bianco | 6 |
| 5 | h8 re del nero · a7 torre del bianco · d5 pedone del bianco · e5 re del bianco · g5 pedone del bianco · h3 pedone del nero · h2 cavallo del bianco | h8 re del nero · a7 torre del bianco · d5 pedone del bianco · e5 re del bianco · g5 pedone del bianco · h3 pedone del nero · h2 cavallo del bianco | h8 re del nero · a7 torre del bianco · d5 pedone del bianco · e5 re del bianco · g5 pedone del bianco · h3 pedone del nero · h2 cavallo del bianco | h8 re del nero · a7 torre del bianco · d5 pedone del bianco · e5 re del bianco · g5 pedone del bianco · h3 pedone del nero · h2 cavallo del bianco | h8 re del nero · a7 torre del bianco · d5 pedone del bianco · e5 re del bianco · g5 pedone del bianco · h3 pedone del nero · h2 cavallo del bianco | h8 re del nero · a7 torre del bianco · d5 pedone del bianco · e5 re del bianco · g5 pedone del bianco · h3 pedone del nero · h2 cavallo del bianco | h8 re del nero · a7 torre del bianco · d5 pedone del bianco · e5 re del bianco · g5 pedone del bianco · h3 pedone del nero · h2 cavallo del bianco | h8 re del nero · a7 torre del bianco · d5 pedone del bianco · e5 re del bianco · g5 pedone del bianco · h3 pedone del nero · h2 cavallo del bianco | 5 |
| 4 | h8 re del nero · a7 torre del bianco · d5 pedone del bianco · e5 re del bianco · g5 pedone del bianco · h3 pedone del nero · h2 cavallo del bianco | h8 re del nero · a7 torre del bianco · d5 pedone del bianco · e5 re del bianco · g5 pedone del bianco · h3 pedone del nero · h2 cavallo del bianco | h8 re del nero · a7 torre del bianco · d5 pedone del bianco · e5 re del bianco · g5 pedone del bianco · h3 pedone del nero · h2 cavallo del bianco | h8 re del nero · a7 torre del bianco · d5 pedone del bianco · e5 re del bianco · g5 pedone del bianco · h3 pedone del nero · h2 cavallo del bianco | h8 re del nero · a7 torre del bianco · d5 pedone del bianco · e5 re del bianco · g5 pedone del bianco · h3 pedone del nero · h2 cavallo del bianco | h8 re del nero · a7 torre del bianco · d5 pedone del bianco · e5 re del bianco · g5 pedone del bianco · h3 pedone del nero · h2 cavallo del bianco | h8 re del nero · a7 torre del bianco · d5 pedone del bianco · e5 re del bianco · g5 pedone del bianco · h3 pedone del nero · h2 cavallo del bianco | h8 re del nero · a7 torre del bianco · d5 pedone del bianco · e5 re del bianco · g5 pedone del bianco · h3 pedone del nero · h2 cavallo del bianco | 4 |
| 3 | h8 re del nero · a7 torre del bianco · d5 pedone del bianco · e5 re del bianco · g5 pedone del bianco · h3 pedone del nero · h2 cavallo del bianco | h8 re del nero · a7 torre del bianco · d5 pedone del bianco · e5 re del bianco · g5 pedone del bianco · h3 pedone del nero · h2 cavallo del bianco | h8 re del nero · a7 torre del bianco · d5 pedone del bianco · e5 re del bianco · g5 pedone del bianco · h3 pedone del nero · h2 cavallo del bianco | h8 re del nero · a7 torre del bianco · d5 pedone del bianco · e5 re del bianco · g5 pedone del bianco · h3 pedone del nero · h2 cavallo del bianco | h8 re del nero · a7 torre del bianco · d5 pedone del bianco · e5 re del bianco · g5 pedone del bianco · h3 pedone del nero · h2 cavallo del bianco | h8 re del nero · a7 torre del bianco · d5 pedone del bianco · e5 re del bianco · g5 pedone del bianco · h3 pedone del nero · h2 cavallo del bianco | h8 re del nero · a7 torre del bianco · d5 pedone del bianco · e5 re del bianco · g5 pedone del bianco · h3 pedone del nero · h2 cavallo del bianco | h8 re del nero · a7 torre del bianco · d5 pedone del bianco · e5 re del bianco · g5 pedone del bianco · h3 pedone del nero · h2 cavallo del bianco | 3 |
| 2 | h8 re del nero · a7 torre del bianco · d5 pedone del bianco · e5 re del bianco · g5 pedone del bianco · h3 pedone del nero · h2 cavallo del bianco | h8 re del nero · a7 torre del bianco · d5 pedone del bianco · e5 re del bianco · g5 pedone del bianco · h3 pedone del nero · h2 cavallo del bianco | h8 re del nero · a7 torre del bianco · d5 pedone del bianco · e5 re del bianco · g5 pedone del bianco · h3 pedone del nero · h2 cavallo del bianco | h8 re del nero · a7 torre del bianco · d5 pedone del bianco · e5 re del bianco · g5 pedone del bianco · h3 pedone del nero · h2 cavallo del bianco | h8 re del nero · a7 torre del bianco · d5 pedone del bianco · e5 re del bianco · g5 pedone del bianco · h3 pedone del nero · h2 cavallo del bianco | h8 re del nero · a7 torre del bianco · d5 pedone del bianco · e5 re del bianco · g5 pedone del bianco · h3 pedone del nero · h2 cavallo del bianco | h8 re del nero · a7 torre del bianco · d5 pedone del bianco · e5 re del bianco · g5 pedone del bianco · h3 pedone del nero · h2 cavallo del bianco | h8 re del nero · a7 torre del bianco · d5 pedone del bianco · e5 re del bianco · g5 pedone del bianco · h3 pedone del nero · h2 cavallo del bianco | 2 |
| 1 | h8 re del nero · a7 torre del bianco · d5 pedone del bianco · e5 re del bianco · g5 pedone del bianco · h3 pedone del nero · h2 cavallo del bianco | h8 re del nero · a7 torre del bianco · d5 pedone del bianco · e5 re del bianco · g5 pedone del bianco · h3 pedone del nero · h2 cavallo del bianco | h8 re del nero · a7 torre del bianco · d5 pedone del bianco · e5 re del bianco · g5 pedone del bianco · h3 pedone del nero · h2 cavallo del bianco | h8 re del nero · a7 torre del bianco · d5 pedone del bianco · e5 re del bianco · g5 pedone del bianco · h3 pedone del nero · h2 cavallo del bianco | h8 re del nero · a7 torre del bianco · d5 pedone del bianco · e5 re del bianco · g5 pedone del bianco · h3 pedone del nero · h2 cavallo del bianco | h8 re del nero · a7 torre del bianco · d5 pedone del bianco · e5 re del bianco · g5 pedone del bianco · h3 pedone del nero · h2 cavallo del bianco | h8 re del nero · a7 torre del bianco · d5 pedone del bianco · e5 re del bianco · g5 pedone del bianco · h3 pedone del nero · h2 cavallo del bianco | h8 re del nero · a7 torre del bianco · d5 pedone del bianco · e5 re del bianco · g5 pedone del bianco · h3 pedone del nero · h2 cavallo del bianco | 1 |
|   | a | b | c | d | e | f | g | h |   |

|   | a | b | c | d | e | f | g | h |   |
| 8 | b8 cavallo del bianco · c7 torre del bianco · a6 alfiere del nero · e6 cavallo del bianco · d5 donna del bianco · a4 re del nero · b4 pedone del nero · c4 pedone del nero · g4 alfiere del bianco · h4 torre del bianco · c3 alfiere del bianco · a2 pedone del bianco · b2 re del bianco | b8 cavallo del bianco · c7 torre del bianco · a6 alfiere del nero · e6 cavallo del bianco · d5 donna del bianco · a4 re del nero · b4 pedone del nero · c4 pedone del nero · g4 alfiere del bianco · h4 torre del bianco · c3 alfiere del bianco · a2 pedone del bianco · b2 re del bianco | b8 cavallo del bianco · c7 torre del bianco · a6 alfiere del nero · e6 cavallo del bianco · d5 donna del bianco · a4 re del nero · b4 pedone del nero · c4 pedone del nero · g4 alfiere del bianco · h4 torre del bianco · c3 alfiere del bianco · a2 pedone del bianco · b2 re del bianco | b8 cavallo del bianco · c7 torre del bianco · a6 alfiere del nero · e6 cavallo del bianco · d5 donna del bianco · a4 re del nero · b4 pedone del nero · c4 pedone del nero · g4 alfiere del bianco · h4 torre del bianco · c3 alfiere del bianco · a2 pedone del bianco · b2 re del bianco | b8 cavallo del bianco · c7 torre del bianco · a6 alfiere del nero · e6 cavallo del bianco · d5 donna del bianco · a4 re del nero · b4 pedone del nero · c4 pedone del nero · g4 alfiere del bianco · h4 torre del bianco · c3 alfiere del bianco · a2 pedone del bianco · b2 re del bianco | b8 cavallo del bianco · c7 torre del bianco · a6 alfiere del nero · e6 cavallo del bianco · d5 donna del bianco · a4 re del nero · b4 pedone del nero · c4 pedone del nero · g4 alfiere del bianco · h4 torre del bianco · c3 alfiere del bianco · a2 pedone del bianco · b2 re del bianco | b8 cavallo del bianco · c7 torre del bianco · a6 alfiere del nero · e6 cavallo del bianco · d5 donna del bianco · a4 re del nero · b4 pedone del nero · c4 pedone del nero · g4 alfiere del bianco · h4 torre del bianco · c3 alfiere del bianco · a2 pedone del bianco · b2 re del bianco | b8 cavallo del bianco · c7 torre del bianco · a6 alfiere del nero · e6 cavallo del bianco · d5 donna del bianco · a4 re del nero · b4 pedone del nero · c4 pedone del nero · g4 alfiere del bianco · h4 torre del bianco · c3 alfiere del bianco · a2 pedone del bianco · b2 re del bianco | 8 |
| 7 | b8 cavallo del bianco · c7 torre del bianco · a6 alfiere del nero · e6 cavallo del bianco · d5 donna del bianco · a4 re del nero · b4 pedone del nero · c4 pedone del nero · g4 alfiere del bianco · h4 torre del bianco · c3 alfiere del bianco · a2 pedone del bianco · b2 re del bianco | b8 cavallo del bianco · c7 torre del bianco · a6 alfiere del nero · e6 cavallo del bianco · d5 donna del bianco · a4 re del nero · b4 pedone del nero · c4 pedone del nero · g4 alfiere del bianco · h4 torre del bianco · c3 alfiere del bianco · a2 pedone del bianco · b2 re del bianco | b8 cavallo del bianco · c7 torre del bianco · a6 alfiere del nero · e6 cavallo del bianco · d5 donna del bianco · a4 re del nero · b4 pedone del nero · c4 pedone del nero · g4 alfiere del bianco · h4 torre del bianco · c3 alfiere del bianco · a2 pedone del bianco · b2 re del bianco | b8 cavallo del bianco · c7 torre del bianco · a6 alfiere del nero · e6 cavallo del bianco · d5 donna del bianco · a4 re del nero · b4 pedone del nero · c4 pedone del nero · g4 alfiere del bianco · h4 torre del bianco · c3 alfiere del bianco · a2 pedone del bianco · b2 re del bianco | b8 cavallo del bianco · c7 torre del bianco · a6 alfiere del nero · e6 cavallo del bianco · d5 donna del bianco · a4 re del nero · b4 pedone del nero · c4 pedone del nero · g4 alfiere del bianco · h4 torre del bianco · c3 alfiere del bianco · a2 pedone del bianco · b2 re del bianco | b8 cavallo del bianco · c7 torre del bianco · a6 alfiere del nero · e6 cavallo del bianco · d5 donna del bianco · a4 re del nero · b4 pedone del nero · c4 pedone del nero · g4 alfiere del bianco · h4 torre del bianco · c3 alfiere del bianco · a2 pedone del bianco · b2 re del bianco | b8 cavallo del bianco · c7 torre del bianco · a6 alfiere del nero · e6 cavallo del bianco · d5 donna del bianco · a4 re del nero · b4 pedone del nero · c4 pedone del nero · g4 alfiere del bianco · h4 torre del bianco · c3 alfiere del bianco · a2 pedone del bianco · b2 re del bianco | b8 cavallo del bianco · c7 torre del bianco · a6 alfiere del nero · e6 cavallo del bianco · d5 donna del bianco · a4 re del nero · b4 pedone del nero · c4 pedone del nero · g4 alfiere del bianco · h4 torre del bianco · c3 alfiere del bianco · a2 pedone del bianco · b2 re del bianco | 7 |
| 6 | b8 cavallo del bianco · c7 torre del bianco · a6 alfiere del nero · e6 cavallo del bianco · d5 donna del bianco · a4 re del nero · b4 pedone del nero · c4 pedone del nero · g4 alfiere del bianco · h4 torre del bianco · c3 alfiere del bianco · a2 pedone del bianco · b2 re del bianco | b8 cavallo del bianco · c7 torre del bianco · a6 alfiere del nero · e6 cavallo del bianco · d5 donna del bianco · a4 re del nero · b4 pedone del nero · c4 pedone del nero · g4 alfiere del bianco · h4 torre del bianco · c3 alfiere del bianco · a2 pedone del bianco · b2 re del bianco | b8 cavallo del bianco · c7 torre del bianco · a6 alfiere del nero · e6 cavallo del bianco · d5 donna del bianco · a4 re del nero · b4 pedone del nero · c4 pedone del nero · g4 alfiere del bianco · h4 torre del bianco · c3 alfiere del bianco · a2 pedone del bianco · b2 re del bianco | b8 cavallo del bianco · c7 torre del bianco · a6 alfiere del nero · e6 cavallo del bianco · d5 donna del bianco · a4 re del nero · b4 pedone del nero · c4 pedone del nero · g4 alfiere del bianco · h4 torre del bianco · c3 alfiere del bianco · a2 pedone del bianco · b2 re del bianco | b8 cavallo del bianco · c7 torre del bianco · a6 alfiere del nero · e6 cavallo del bianco · d5 donna del bianco · a4 re del nero · b4 pedone del nero · c4 pedone del nero · g4 alfiere del bianco · h4 torre del bianco · c3 alfiere del bianco · a2 pedone del bianco · b2 re del bianco | b8 cavallo del bianco · c7 torre del bianco · a6 alfiere del nero · e6 cavallo del bianco · d5 donna del bianco · a4 re del nero · b4 pedone del nero · c4 pedone del nero · g4 alfiere del bianco · h4 torre del bianco · c3 alfiere del bianco · a2 pedone del bianco · b2 re del bianco | b8 cavallo del bianco · c7 torre del bianco · a6 alfiere del nero · e6 cavallo del bianco · d5 donna del bianco · a4 re del nero · b4 pedone del nero · c4 pedone del nero · g4 alfiere del bianco · h4 torre del bianco · c3 alfiere del bianco · a2 pedone del bianco · b2 re del bianco | b8 cavallo del bianco · c7 torre del bianco · a6 alfiere del nero · e6 cavallo del bianco · d5 donna del bianco · a4 re del nero · b4 pedone del nero · c4 pedone del nero · g4 alfiere del bianco · h4 torre del bianco · c3 alfiere del bianco · a2 pedone del bianco · b2 re del bianco | 6 |
| 5 | b8 cavallo del bianco · c7 torre del bianco · a6 alfiere del nero · e6 cavallo del bianco · d5 donna del bianco · a4 re del nero · b4 pedone del nero · c4 pedone del nero · g4 alfiere del bianco · h4 torre del bianco · c3 alfiere del bianco · a2 pedone del bianco · b2 re del bianco | b8 cavallo del bianco · c7 torre del bianco · a6 alfiere del nero · e6 cavallo del bianco · d5 donna del bianco · a4 re del nero · b4 pedone del nero · c4 pedone del nero · g4 alfiere del bianco · h4 torre del bianco · c3 alfiere del bianco · a2 pedone del bianco · b2 re del bianco | b8 cavallo del bianco · c7 torre del bianco · a6 alfiere del nero · e6 cavallo del bianco · d5 donna del bianco · a4 re del nero · b4 pedone del nero · c4 pedone del nero · g4 alfiere del bianco · h4 torre del bianco · c3 alfiere del bianco · a2 pedone del bianco · b2 re del bianco | b8 cavallo del bianco · c7 torre del bianco · a6 alfiere del nero · e6 cavallo del bianco · d5 donna del bianco · a4 re del nero · b4 pedone del nero · c4 pedone del nero · g4 alfiere del bianco · h4 torre del bianco · c3 alfiere del bianco · a2 pedone del bianco · b2 re del bianco | b8 cavallo del bianco · c7 torre del bianco · a6 alfiere del nero · e6 cavallo del bianco · d5 donna del bianco · a4 re del nero · b4 pedone del nero · c4 pedone del nero · g4 alfiere del bianco · h4 torre del bianco · c3 alfiere del bianco · a2 pedone del bianco · b2 re del bianco | b8 cavallo del bianco · c7 torre del bianco · a6 alfiere del nero · e6 cavallo del bianco · d5 donna del bianco · a4 re del nero · b4 pedone del nero · c4 pedone del nero · g4 alfiere del bianco · h4 torre del bianco · c3 alfiere del bianco · a2 pedone del bianco · b2 re del bianco | b8 cavallo del bianco · c7 torre del bianco · a6 alfiere del nero · e6 cavallo del bianco · d5 donna del bianco · a4 re del nero · b4 pedone del nero · c4 pedone del nero · g4 alfiere del bianco · h4 torre del bianco · c3 alfiere del bianco · a2 pedone del bianco · b2 re del bianco | b8 cavallo del bianco · c7 torre del bianco · a6 alfiere del nero · e6 cavallo del bianco · d5 donna del bianco · a4 re del nero · b4 pedone del nero · c4 pedone del nero · g4 alfiere del bianco · h4 torre del bianco · c3 alfiere del bianco · a2 pedone del bianco · b2 re del bianco | 5 |
| 4 | b8 cavallo del bianco · c7 torre del bianco · a6 alfiere del nero · e6 cavallo del bianco · d5 donna del bianco · a4 re del nero · b4 pedone del nero · c4 pedone del nero · g4 alfiere del bianco · h4 torre del bianco · c3 alfiere del bianco · a2 pedone del bianco · b2 re del bianco | b8 cavallo del bianco · c7 torre del bianco · a6 alfiere del nero · e6 cavallo del bianco · d5 donna del bianco · a4 re del nero · b4 pedone del nero · c4 pedone del nero · g4 alfiere del bianco · h4 torre del bianco · c3 alfiere del bianco · a2 pedone del bianco · b2 re del bianco | b8 cavallo del bianco · c7 torre del bianco · a6 alfiere del nero · e6 cavallo del bianco · d5 donna del bianco · a4 re del nero · b4 pedone del nero · c4 pedone del nero · g4 alfiere del bianco · h4 torre del bianco · c3 alfiere del bianco · a2 pedone del bianco · b2 re del bianco | b8 cavallo del bianco · c7 torre del bianco · a6 alfiere del nero · e6 cavallo del bianco · d5 donna del bianco · a4 re del nero · b4 pedone del nero · c4 pedone del nero · g4 alfiere del bianco · h4 torre del bianco · c3 alfiere del bianco · a2 pedone del bianco · b2 re del bianco | b8 cavallo del bianco · c7 torre del bianco · a6 alfiere del nero · e6 cavallo del bianco · d5 donna del bianco · a4 re del nero · b4 pedone del nero · c4 pedone del nero · g4 alfiere del bianco · h4 torre del bianco · c3 alfiere del bianco · a2 pedone del bianco · b2 re del bianco | b8 cavallo del bianco · c7 torre del bianco · a6 alfiere del nero · e6 cavallo del bianco · d5 donna del bianco · a4 re del nero · b4 pedone del nero · c4 pedone del nero · g4 alfiere del bianco · h4 torre del bianco · c3 alfiere del bianco · a2 pedone del bianco · b2 re del bianco | b8 cavallo del bianco · c7 torre del bianco · a6 alfiere del nero · e6 cavallo del bianco · d5 donna del bianco · a4 re del nero · b4 pedone del nero · c4 pedone del nero · g4 alfiere del bianco · h4 torre del bianco · c3 alfiere del bianco · a2 pedone del bianco · b2 re del bianco | b8 cavallo del bianco · c7 torre del bianco · a6 alfiere del nero · e6 cavallo del bianco · d5 donna del bianco · a4 re del nero · b4 pedone del nero · c4 pedone del nero · g4 alfiere del bianco · h4 torre del bianco · c3 alfiere del bianco · a2 pedone del bianco · b2 re del bianco | 4 |
| 3 | b8 cavallo del bianco · c7 torre del bianco · a6 alfiere del nero · e6 cavallo del bianco · d5 donna del bianco · a4 re del nero · b4 pedone del nero · c4 pedone del nero · g4 alfiere del bianco · h4 torre del bianco · c3 alfiere del bianco · a2 pedone del bianco · b2 re del bianco | b8 cavallo del bianco · c7 torre del bianco · a6 alfiere del nero · e6 cavallo del bianco · d5 donna del bianco · a4 re del nero · b4 pedone del nero · c4 pedone del nero · g4 alfiere del bianco · h4 torre del bianco · c3 alfiere del bianco · a2 pedone del bianco · b2 re del bianco | b8 cavallo del bianco · c7 torre del bianco · a6 alfiere del nero · e6 cavallo del bianco · d5 donna del bianco · a4 re del nero · b4 pedone del nero · c4 pedone del nero · g4 alfiere del bianco · h4 torre del bianco · c3 alfiere del bianco · a2 pedone del bianco · b2 re del bianco | b8 cavallo del bianco · c7 torre del bianco · a6 alfiere del nero · e6 cavallo del bianco · d5 donna del bianco · a4 re del nero · b4 pedone del nero · c4 pedone del nero · g4 alfiere del bianco · h4 torre del bianco · c3 alfiere del bianco · a2 pedone del bianco · b2 re del bianco | b8 cavallo del bianco · c7 torre del bianco · a6 alfiere del nero · e6 cavallo del bianco · d5 donna del bianco · a4 re del nero · b4 pedone del nero · c4 pedone del nero · g4 alfiere del bianco · h4 torre del bianco · c3 alfiere del bianco · a2 pedone del bianco · b2 re del bianco | b8 cavallo del bianco · c7 torre del bianco · a6 alfiere del nero · e6 cavallo del bianco · d5 donna del bianco · a4 re del nero · b4 pedone del nero · c4 pedone del nero · g4 alfiere del bianco · h4 torre del bianco · c3 alfiere del bianco · a2 pedone del bianco · b2 re del bianco | b8 cavallo del bianco · c7 torre del bianco · a6 alfiere del nero · e6 cavallo del bianco · d5 donna del bianco · a4 re del nero · b4 pedone del nero · c4 pedone del nero · g4 alfiere del bianco · h4 torre del bianco · c3 alfiere del bianco · a2 pedone del bianco · b2 re del bianco | b8 cavallo del bianco · c7 torre del bianco · a6 alfiere del nero · e6 cavallo del bianco · d5 donna del bianco · a4 re del nero · b4 pedone del nero · c4 pedone del nero · g4 alfiere del bianco · h4 torre del bianco · c3 alfiere del bianco · a2 pedone del bianco · b2 re del bianco | 3 |
| 2 | b8 cavallo del bianco · c7 torre del bianco · a6 alfiere del nero · e6 cavallo del bianco · d5 donna del bianco · a4 re del nero · b4 pedone del nero · c4 pedone del nero · g4 alfiere del bianco · h4 torre del bianco · c3 alfiere del bianco · a2 pedone del bianco · b2 re del bianco | b8 cavallo del bianco · c7 torre del bianco · a6 alfiere del nero · e6 cavallo del bianco · d5 donna del bianco · a4 re del nero · b4 pedone del nero · c4 pedone del nero · g4 alfiere del bianco · h4 torre del bianco · c3 alfiere del bianco · a2 pedone del bianco · b2 re del bianco | b8 cavallo del bianco · c7 torre del bianco · a6 alfiere del nero · e6 cavallo del bianco · d5 donna del bianco · a4 re del nero · b4 pedone del nero · c4 pedone del nero · g4 alfiere del bianco · h4 torre del bianco · c3 alfiere del bianco · a2 pedone del bianco · b2 re del bianco | b8 cavallo del bianco · c7 torre del bianco · a6 alfiere del nero · e6 cavallo del bianco · d5 donna del bianco · a4 re del nero · b4 pedone del nero · c4 pedone del nero · g4 alfiere del bianco · h4 torre del bianco · c3 alfiere del bianco · a2 pedone del bianco · b2 re del bianco | b8 cavallo del bianco · c7 torre del bianco · a6 alfiere del nero · e6 cavallo del bianco · d5 donna del bianco · a4 re del nero · b4 pedone del nero · c4 pedone del nero · g4 alfiere del bianco · h4 torre del bianco · c3 alfiere del bianco · a2 pedone del bianco · b2 re del bianco | b8 cavallo del bianco · c7 torre del bianco · a6 alfiere del nero · e6 cavallo del bianco · d5 donna del bianco · a4 re del nero · b4 pedone del nero · c4 pedone del nero · g4 alfiere del bianco · h4 torre del bianco · c3 alfiere del bianco · a2 pedone del bianco · b2 re del bianco | b8 cavallo del bianco · c7 torre del bianco · a6 alfiere del nero · e6 cavallo del bianco · d5 donna del bianco · a4 re del nero · b4 pedone del nero · c4 pedone del nero · g4 alfiere del bianco · h4 torre del bianco · c3 alfiere del bianco · a2 pedone del bianco · b2 re del bianco | b8 cavallo del bianco · c7 torre del bianco · a6 alfiere del nero · e6 cavallo del bianco · d5 donna del bianco · a4 re del nero · b4 pedone del nero · c4 pedone del nero · g4 alfiere del bianco · h4 torre del bianco · c3 alfiere del bianco · a2 pedone del bianco · b2 re del bianco | 2 |
| 1 | b8 cavallo del bianco · c7 torre del bianco · a6 alfiere del nero · e6 cavallo del bianco · d5 donna del bianco · a4 re del nero · b4 pedone del nero · c4 pedone del nero · g4 alfiere del bianco · h4 torre del bianco · c3 alfiere del bianco · a2 pedone del bianco · b2 re del bianco | b8 cavallo del bianco · c7 torre del bianco · a6 alfiere del nero · e6 cavallo del bianco · d5 donna del bianco · a4 re del nero · b4 pedone del nero · c4 pedone del nero · g4 alfiere del bianco · h4 torre del bianco · c3 alfiere del bianco · a2 pedone del bianco · b2 re del bianco | b8 cavallo del bianco · c7 torre del bianco · a6 alfiere del nero · e6 cavallo del bianco · d5 donna del bianco · a4 re del nero · b4 pedone del nero · c4 pedone del nero · g4 alfiere del bianco · h4 torre del bianco · c3 alfiere del bianco · a2 pedone del bianco · b2 re del bianco | b8 cavallo del bianco · c7 torre del bianco · a6 alfiere del nero · e6 cavallo del bianco · d5 donna del bianco · a4 re del nero · b4 pedone del nero · c4 pedone del nero · g4 alfiere del bianco · h4 torre del bianco · c3 alfiere del bianco · a2 pedone del bianco · b2 re del bianco | b8 cavallo del bianco · c7 torre del bianco · a6 alfiere del nero · e6 cavallo del bianco · d5 donna del bianco · a4 re del nero · b4 pedone del nero · c4 pedone del nero · g4 alfiere del bianco · h4 torre del bianco · c3 alfiere del bianco · a2 pedone del bianco · b2 re del bianco | b8 cavallo del bianco · c7 torre del bianco · a6 alfiere del nero · e6 cavallo del bianco · d5 donna del bianco · a4 re del nero · b4 pedone del nero · c4 pedone del nero · g4 alfiere del bianco · h4 torre del bianco · c3 alfiere del bianco · a2 pedone del bianco · b2 re del bianco | b8 cavallo del bianco · c7 torre del bianco · a6 alfiere del nero · e6 cavallo del bianco · d5 donna del bianco · a4 re del nero · b4 pedone del nero · c4 pedone del nero · g4 alfiere del bianco · h4 torre del bianco · c3 alfiere del bianco · a2 pedone del bianco · b2 re del bianco | b8 cavallo del bianco · c7 torre del bianco · a6 alfiere del nero · e6 cavallo del bianco · d5 donna del bianco · a4 re del nero · b4 pedone del nero · c4 pedone del nero · g4 alfiere del bianco · h4 torre del bianco · c3 alfiere del bianco · a2 pedone del bianco · b2 re del bianco | 1 |
|   | a | b | c | d | e | f | g | h |   |

|   | a | b | c | d | e | f | g | h |   |
| 8 | a8 re del nero · e7 re del bianco · f7 cavallo del bianco · a6 pedone del bianco · b6 pedone del bianco · a2 pedone del nero · a1 alfiere del bianco | a8 re del nero · e7 re del bianco · f7 cavallo del bianco · a6 pedone del bianco · b6 pedone del bianco · a2 pedone del nero · a1 alfiere del bianco | a8 re del nero · e7 re del bianco · f7 cavallo del bianco · a6 pedone del bianco · b6 pedone del bianco · a2 pedone del nero · a1 alfiere del bianco | a8 re del nero · e7 re del bianco · f7 cavallo del bianco · a6 pedone del bianco · b6 pedone del bianco · a2 pedone del nero · a1 alfiere del bianco | a8 re del nero · e7 re del bianco · f7 cavallo del bianco · a6 pedone del bianco · b6 pedone del bianco · a2 pedone del nero · a1 alfiere del bianco | a8 re del nero · e7 re del bianco · f7 cavallo del bianco · a6 pedone del bianco · b6 pedone del bianco · a2 pedone del nero · a1 alfiere del bianco | a8 re del nero · e7 re del bianco · f7 cavallo del bianco · a6 pedone del bianco · b6 pedone del bianco · a2 pedone del nero · a1 alfiere del bianco | a8 re del nero · e7 re del bianco · f7 cavallo del bianco · a6 pedone del bianco · b6 pedone del bianco · a2 pedone del nero · a1 alfiere del bianco | 8 |
| 7 | a8 re del nero · e7 re del bianco · f7 cavallo del bianco · a6 pedone del bianco · b6 pedone del bianco · a2 pedone del nero · a1 alfiere del bianco | a8 re del nero · e7 re del bianco · f7 cavallo del bianco · a6 pedone del bianco · b6 pedone del bianco · a2 pedone del nero · a1 alfiere del bianco | a8 re del nero · e7 re del bianco · f7 cavallo del bianco · a6 pedone del bianco · b6 pedone del bianco · a2 pedone del nero · a1 alfiere del bianco | a8 re del nero · e7 re del bianco · f7 cavallo del bianco · a6 pedone del bianco · b6 pedone del bianco · a2 pedone del nero · a1 alfiere del bianco | a8 re del nero · e7 re del bianco · f7 cavallo del bianco · a6 pedone del bianco · b6 pedone del bianco · a2 pedone del nero · a1 alfiere del bianco | a8 re del nero · e7 re del bianco · f7 cavallo del bianco · a6 pedone del bianco · b6 pedone del bianco · a2 pedone del nero · a1 alfiere del bianco | a8 re del nero · e7 re del bianco · f7 cavallo del bianco · a6 pedone del bianco · b6 pedone del bianco · a2 pedone del nero · a1 alfiere del bianco | a8 re del nero · e7 re del bianco · f7 cavallo del bianco · a6 pedone del bianco · b6 pedone del bianco · a2 pedone del nero · a1 alfiere del bianco | 7 |
| 6 | a8 re del nero · e7 re del bianco · f7 cavallo del bianco · a6 pedone del bianco · b6 pedone del bianco · a2 pedone del nero · a1 alfiere del bianco | a8 re del nero · e7 re del bianco · f7 cavallo del bianco · a6 pedone del bianco · b6 pedone del bianco · a2 pedone del nero · a1 alfiere del bianco | a8 re del nero · e7 re del bianco · f7 cavallo del bianco · a6 pedone del bianco · b6 pedone del bianco · a2 pedone del nero · a1 alfiere del bianco | a8 re del nero · e7 re del bianco · f7 cavallo del bianco · a6 pedone del bianco · b6 pedone del bianco · a2 pedone del nero · a1 alfiere del bianco | a8 re del nero · e7 re del bianco · f7 cavallo del bianco · a6 pedone del bianco · b6 pedone del bianco · a2 pedone del nero · a1 alfiere del bianco | a8 re del nero · e7 re del bianco · f7 cavallo del bianco · a6 pedone del bianco · b6 pedone del bianco · a2 pedone del nero · a1 alfiere del bianco | a8 re del nero · e7 re del bianco · f7 cavallo del bianco · a6 pedone del bianco · b6 pedone del bianco · a2 pedone del nero · a1 alfiere del bianco | a8 re del nero · e7 re del bianco · f7 cavallo del bianco · a6 pedone del bianco · b6 pedone del bianco · a2 pedone del nero · a1 alfiere del bianco | 6 |
| 5 | a8 re del nero · e7 re del bianco · f7 cavallo del bianco · a6 pedone del bianco · b6 pedone del bianco · a2 pedone del nero · a1 alfiere del bianco | a8 re del nero · e7 re del bianco · f7 cavallo del bianco · a6 pedone del bianco · b6 pedone del bianco · a2 pedone del nero · a1 alfiere del bianco | a8 re del nero · e7 re del bianco · f7 cavallo del bianco · a6 pedone del bianco · b6 pedone del bianco · a2 pedone del nero · a1 alfiere del bianco | a8 re del nero · e7 re del bianco · f7 cavallo del bianco · a6 pedone del bianco · b6 pedone del bianco · a2 pedone del nero · a1 alfiere del bianco | a8 re del nero · e7 re del bianco · f7 cavallo del bianco · a6 pedone del bianco · b6 pedone del bianco · a2 pedone del nero · a1 alfiere del bianco | a8 re del nero · e7 re del bianco · f7 cavallo del bianco · a6 pedone del bianco · b6 pedone del bianco · a2 pedone del nero · a1 alfiere del bianco | a8 re del nero · e7 re del bianco · f7 cavallo del bianco · a6 pedone del bianco · b6 pedone del bianco · a2 pedone del nero · a1 alfiere del bianco | a8 re del nero · e7 re del bianco · f7 cavallo del bianco · a6 pedone del bianco · b6 pedone del bianco · a2 pedone del nero · a1 alfiere del bianco | 5 |
| 4 | a8 re del nero · e7 re del bianco · f7 cavallo del bianco · a6 pedone del bianco · b6 pedone del bianco · a2 pedone del nero · a1 alfiere del bianco | a8 re del nero · e7 re del bianco · f7 cavallo del bianco · a6 pedone del bianco · b6 pedone del bianco · a2 pedone del nero · a1 alfiere del bianco | a8 re del nero · e7 re del bianco · f7 cavallo del bianco · a6 pedone del bianco · b6 pedone del bianco · a2 pedone del nero · a1 alfiere del bianco | a8 re del nero · e7 re del bianco · f7 cavallo del bianco · a6 pedone del bianco · b6 pedone del bianco · a2 pedone del nero · a1 alfiere del bianco | a8 re del nero · e7 re del bianco · f7 cavallo del bianco · a6 pedone del bianco · b6 pedone del bianco · a2 pedone del nero · a1 alfiere del bianco | a8 re del nero · e7 re del bianco · f7 cavallo del bianco · a6 pedone del bianco · b6 pedone del bianco · a2 pedone del nero · a1 alfiere del bianco | a8 re del nero · e7 re del bianco · f7 cavallo del bianco · a6 pedone del bianco · b6 pedone del bianco · a2 pedone del nero · a1 alfiere del bianco | a8 re del nero · e7 re del bianco · f7 cavallo del bianco · a6 pedone del bianco · b6 pedone del bianco · a2 pedone del nero · a1 alfiere del bianco | 4 |
| 3 | a8 re del nero · e7 re del bianco · f7 cavallo del bianco · a6 pedone del bianco · b6 pedone del bianco · a2 pedone del nero · a1 alfiere del bianco | a8 re del nero · e7 re del bianco · f7 cavallo del bianco · a6 pedone del bianco · b6 pedone del bianco · a2 pedone del nero · a1 alfiere del bianco | a8 re del nero · e7 re del bianco · f7 cavallo del bianco · a6 pedone del bianco · b6 pedone del bianco · a2 pedone del nero · a1 alfiere del bianco | a8 re del nero · e7 re del bianco · f7 cavallo del bianco · a6 pedone del bianco · b6 pedone del bianco · a2 pedone del nero · a1 alfiere del bianco | a8 re del nero · e7 re del bianco · f7 cavallo del bianco · a6 pedone del bianco · b6 pedone del bianco · a2 pedone del nero · a1 alfiere del bianco | a8 re del nero · e7 re del bianco · f7 cavallo del bianco · a6 pedone del bianco · b6 pedone del bianco · a2 pedone del nero · a1 alfiere del bianco | a8 re del nero · e7 re del bianco · f7 cavallo del bianco · a6 pedone del bianco · b6 pedone del bianco · a2 pedone del nero · a1 alfiere del bianco | a8 re del nero · e7 re del bianco · f7 cavallo del bianco · a6 pedone del bianco · b6 pedone del bianco · a2 pedone del nero · a1 alfiere del bianco | 3 |
| 2 | a8 re del nero · e7 re del bianco · f7 cavallo del bianco · a6 pedone del bianco · b6 pedone del bianco · a2 pedone del nero · a1 alfiere del bianco | a8 re del nero · e7 re del bianco · f7 cavallo del bianco · a6 pedone del bianco · b6 pedone del bianco · a2 pedone del nero · a1 alfiere del bianco | a8 re del nero · e7 re del bianco · f7 cavallo del bianco · a6 pedone del bianco · b6 pedone del bianco · a2 pedone del nero · a1 alfiere del bianco | a8 re del nero · e7 re del bianco · f7 cavallo del bianco · a6 pedone del bianco · b6 pedone del bianco · a2 pedone del nero · a1 alfiere del bianco | a8 re del nero · e7 re del bianco · f7 cavallo del bianco · a6 pedone del bianco · b6 pedone del bianco · a2 pedone del nero · a1 alfiere del bianco | a8 re del nero · e7 re del bianco · f7 cavallo del bianco · a6 pedone del bianco · b6 pedone del bianco · a2 pedone del nero · a1 alfiere del bianco | a8 re del nero · e7 re del bianco · f7 cavallo del bianco · a6 pedone del bianco · b6 pedone del bianco · a2 pedone del nero · a1 alfiere del bianco | a8 re del nero · e7 re del bianco · f7 cavallo del bianco · a6 pedone del bianco · b6 pedone del bianco · a2 pedone del nero · a1 alfiere del bianco | 2 |
| 1 | a8 re del nero · e7 re del bianco · f7 cavallo del bianco · a6 pedone del bianco · b6 pedone del bianco · a2 pedone del nero · a1 alfiere del bianco | a8 re del nero · e7 re del bianco · f7 cavallo del bianco · a6 pedone del bianco · b6 pedone del bianco · a2 pedone del nero · a1 alfiere del bianco | a8 re del nero · e7 re del bianco · f7 cavallo del bianco · a6 pedone del bianco · b6 pedone del bianco · a2 pedone del nero · a1 alfiere del bianco | a8 re del nero · e7 re del bianco · f7 cavallo del bianco · a6 pedone del bianco · b6 pedone del bianco · a2 pedone del nero · a1 alfiere del bianco | a8 re del nero · e7 re del bianco · f7 cavallo del bianco · a6 pedone del bianco · b6 pedone del bianco · a2 pedone del nero · a1 alfiere del bianco | a8 re del nero · e7 re del bianco · f7 cavallo del bianco · a6 pedone del bianco · b6 pedone del bianco · a2 pedone del nero · a1 alfiere del bianco | a8 re del nero · e7 re del bianco · f7 cavallo del bianco · a6 pedone del bianco · b6 pedone del bianco · a2 pedone del nero · a1 alfiere del bianco | a8 re del nero · e7 re del bianco · f7 cavallo del bianco · a6 pedone del bianco · b6 pedone del bianco · a2 pedone del nero · a1 alfiere del bianco | 1 |
|   | a | b | c | d | e | f | g | h |   |

### Soluzioni
- Problema 5: 1.Db7 Re5 2.Dd5#
- Problema 18: 1.Cg4 … 2.Cf6 … 3.Ta8+ … 4.Tg8 … 5.g6+ 6.d6#
- Problema 20: 1.Ad1+ b3 2.Dd7+ Ab5 3.Dd3 4.axb3+ 5.axc4+ 6.c5#
- Problema 24: 1.Rd7 Rb8 2.Ce5 3.Ra8 Cc4 4.Ca5 Rb8 5.Ad4 a1=D (se 5…Ra8, 6.b7+ Rb8 7.a7#) 6.a7+ Ra8 7.b7#

## Edizioni
- sconosciuto, Manoscritto di Gottinga,  pp. 264 (33 fogli in quarto).